# 4729 Mikhailmilʹ
4729 Mikhailmilʹ (1980 RO2) là một tiểu hành tinh vành đai chính được phát hiện ngày 8 tháng 9 năm 1980 bởi L. V. Zhuravleva ở Nauchnyj.